# Adieu Berthe
Pour les articles homonymes, voir Adieu Berthe (homonymie).
Adieu Berthe est une adaptation de la pièce de théâtre Room Service de John Murray et Allen Boretz par Albert Husson et Francis Blanche. La création eut lieu en  1969 au théâtre des Célestins sur une mise en scène de Jacques Charon. 

## Argument
Léo Bertold est un producteur de spectacles, totalement démuni d'argent. Il passe son temps à déménager d'hôtels en hôtels faute d'argent pour payer la note.
Lui et sa troupe sont installés à l'hôtel Lucullus, pour mettre au point une pièce : Adieu Berthe. Tout irait pour le mieux, si le directeur général de la chaîne d'hôtels Lucullus n'avait pas débarqué avec ses comptables pour vérifier les comptes de l'hôtel.
Dès lors, Léo Bertold va s'ingénier à gagner du temps et à berner le directeur.

## Télédiffusion
La pièce a été télédiffusée pour la première fois le jeudi 31 décembre 1970 sur la première chaîne de l'ORTF dans le cadre de l'émission Au théâtre ce soir. La fiche technique et la distribution ci-dessous sont celles de cette télédiffusion.

## Fiche technique
- Auteur : John Murray et Allen Boretz
- Adaptation : Albert Husson et Francis Blanche
- Mise en Scène : Jacques Charon
- Réalisation : Pierre Sabbagh
- Décors : François Ganeau
- Costumes : Donald Cardwell
- Direction de la scène : Edward Sanderson
- Directeur de la photographie : Lucien Billard
- Script : Yvette Boussard
- Script assistant : Guy Mauplot
- Date et lieu d'enregistrement : le samedi 20 juin 1970 au Théâtre Marigny[1].

## Distribution
- Francis Blanche : Leo Bertold
- Bernard Lajarrige : Canteloube
- Bernard Dumaine : Jean Georges
- Jean Carmet : Léon
- Carole Grove : Éva[2],[3]
- Jacques Jouanneau : Hervé
- Cendrine Carnéro : Hélène[4]
- Jean-Roger Caussimon : Choubert
- Lawrence Riesner : Guglielmi
- Léon Lesacq : Ruinart
- Jacques Ciron : Le Docteur Vitreux
- René Lefèvre-Bel : Boursault

## Autour de la pièce
Trou de mémoire de Francis Blanche : Les représentations étaient marquées par un faux trou de mémoire de Francis Blanche, qui alors feignait d'improviser avec son humour habituel, ce qui provoquait un prétendu fou rire chez son partenaire Lawrence Riesner, fou rire qui se propageait dans le public, lequel n'était pas au courant. Durant son « trou de mémoire », Francis Blanche empoignait même le combiné d'un téléphone factice dans lequel il disait : « Allo la régie, qu'est-ce que je dois dire là maintenant ? ». Mais, à la vérité, Francis Blanche refaisait le même numéro dans TOUTES les représentations de la pièce, y compris l'année suivante au Maroc !